# منصورآباد، پنجاب
منصورآباد (به انگلیسی: Mansoorabad) یک شهر در پاکستان است که در پنجاب واقع شده‌است.